# Rettigheim

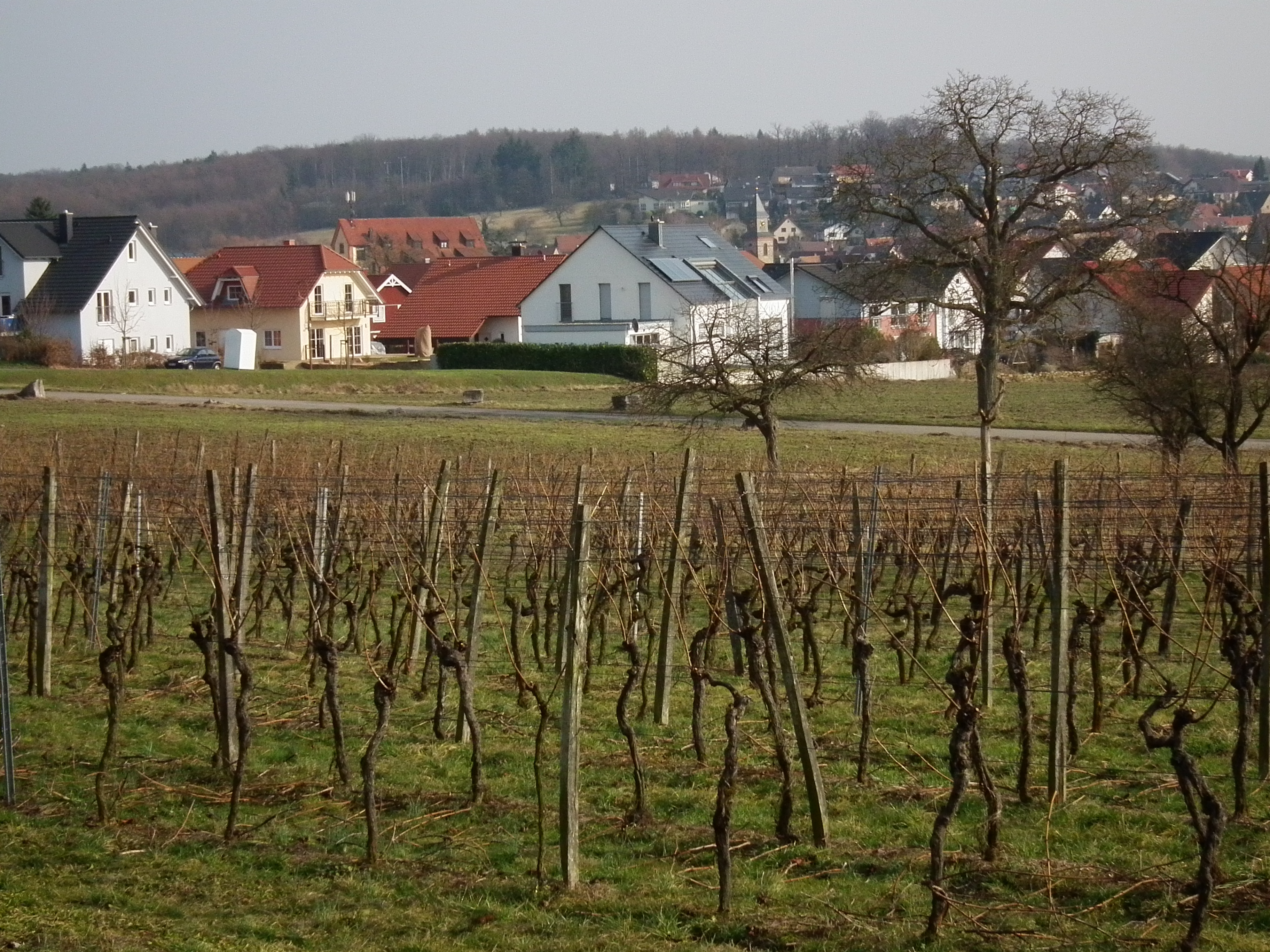
Blick auf Rettigheim

Rettigheim ist ein Ortsteil der Gemeinde Mühlhausen in Baden-Württemberg. Rettigheim liegt circa 20 Kilometer südöstlich von Heidelberg in den Hügeln des Kraichgaus.

## Geschichte
Der Ort wurde im Jahre 788 im Lorscher Codex als Radinchheim erstmals erwähnt und gehörte später zum Kloster Odenheim. Das Bistum Speyer erwarb 1338 mit der Vogtei auch die Grundherrschaft über den Ort. 1546 erlangte es dann alle Herrschaftsrechte. Aufgrund der Zugehörigkeit zu Speyer blieb Rettigheim auch in der Reformationszeit katholisch. 1803 kam Rettigheim zu Baden. Am 1. Januar 1972 wurde Rettigheim nach Mühlhausen eingemeindet.

## Ehemaliges Gemeindewappen
Das Wappen von Rettigheim zeigt ein grünes Kleeblatt, das auch als Element in das Gemeindewappen von Mühlhausen übernommen wurde.

## Sehenswürdigkeiten

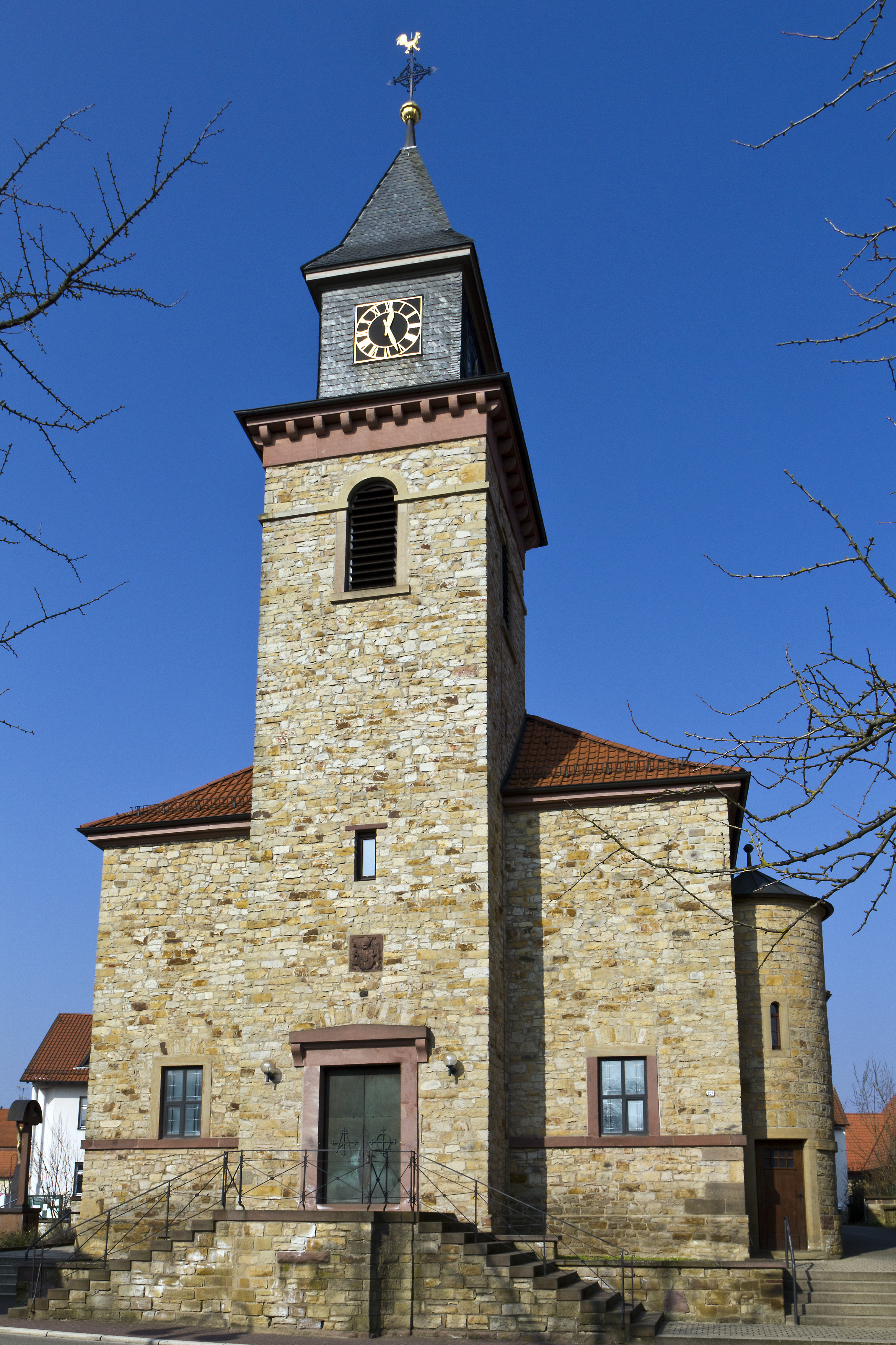
Katholische St.-Nikolaus-Kirche in Rettigheim

Die katholische Pfarrkirche St. Nikolaus in Rettigheim wurde 1823/24 im spätklassizistischen Stil erbaut. 1956 wurde sie erweitert.

## Wirtschaft
Der Orgelbauer Karl Göckel hat seinen Betrieb in Rettigheim. 
Seit 2024 gibt es in der Ortsmitte den Mini-Supermarkt Ursula (Abkürzung für Unser Super Landlädchen) in dem der Kunde seine Waren mit einem Barcodelesegerät selbst einscannen und bargeldlos bezahlen kann.

## Söhne und Töchter des Ortes
- Armin Rühl (* 1957), Schlagzeuger von Herbert Grönemeyer